# Junta governativa pernambucana de 1821-1822

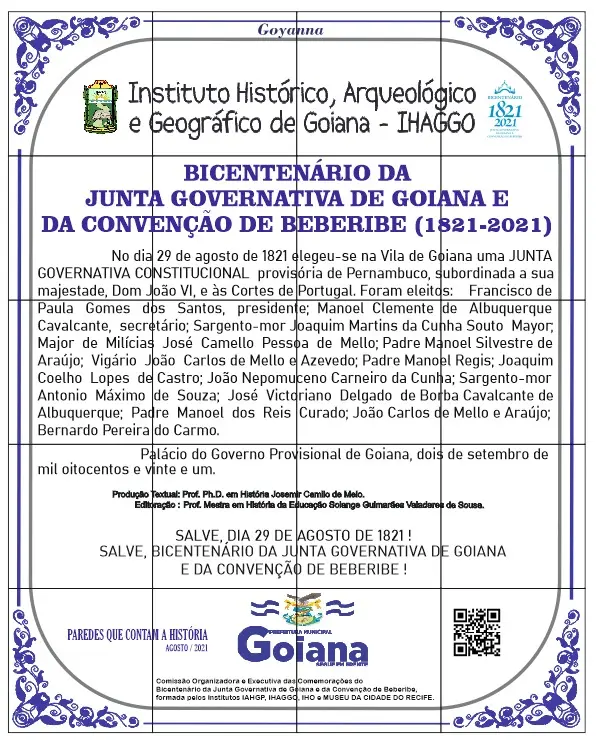
Monument commemorating the Bicentenary of the Goiana Governing Board

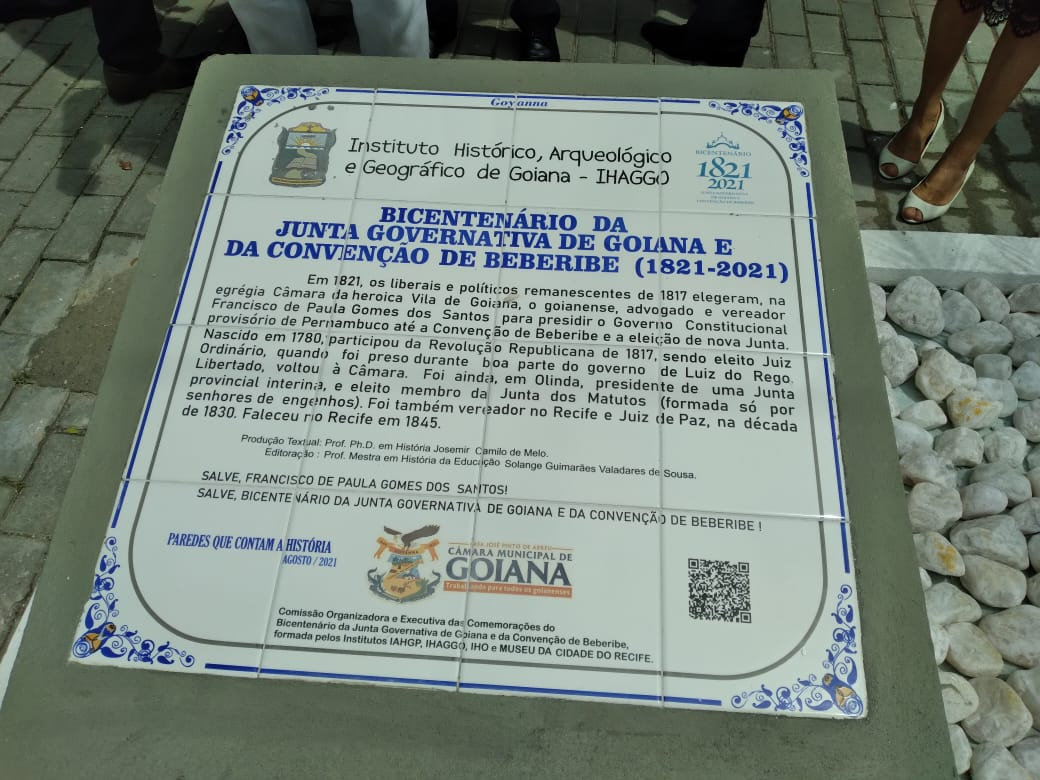
Photo of the inauguration of the monument commemorating the 200th anniversary of the Goiana Governing Board

A Junta de Goiana ou Junta Governativa Pernambucana foi um dos importantes movimentos constitucionalistas que ocorreram em Pernambuco durante os anos finais do Brasil Colonial. Este movimento foi encabeçado por uma elite de cargos pouco influentes e baixa remuneração, além de contar com considerável apoio popular. Seu objetivo era a deposição do atual governador da província de Pernambuco Luís do Rego Barreto e a instalação de um governo constitucional.
Sete eram os membros da junta da província de Pernambuco:
1. Gervásio Pires Ferreira – Presidente[1]
2. Padre Laurentino Antônio Moreira – Secretário
3. Bento José da Costa – Membro
4. Filipe Néri Ferreira – Membro
5. Doutor Manuel Inácio de Carvalho – Membro
6. Joaquim José de Miranda – Membro
7. Tenente-coronel Antônio José Vitoriano – Membro

## Antecedentes
Com a chegada de D. João VI e a Família Real para o Brasil em 1807, o cotidiano da população e os modos administrativos passam por fortes mudanças. Este período é conhecido como Período Joanino. Entre estas mudanças estão:
- A maior cobrança de impostos, principalmente sobre vendas, pessoas escravizadas, arrobas de algodão e consumo de produtos como Carne Verde e Aguardente, com o objetivo de custear a vida e os costumes da Família Real no Rio de Janeiro;
- O envio de recursos para as intervenções e realizações das políticas expansionistas de conquista na Banda Oriental (atual Uruguai) e na Guiana.

Estas mudanças afetaram diretamente o cotidiano da população, gerando insatisfação em diferentes camadas da sociedade colonial.
Especificamente em Pernambuco, junto com as mudanças do Período Joanino, a população também enfrentava uma forte seca que durou de 1814 à 1817 e o fim do conflito entre os Estados Unidos e a Inglaterra. Dois fatores que diminuíram de forma significativa a exportação do algodão produzido na província.  Aos poucos, formou-se uma elite de estudiosos e críticos que mobilizaram parte da população insatisfeita e realizaram a Revolução Pernambucana de 1817.

### Reflexos da Revolução Pernambucana de 1817
Esta Revolução tinha como objetivo a separação da província de Pernambuco do Império Português e o estabelecimento de um governo constitucional. Ela não durou muito tempo, porém teve reflexos muito duradouros na sociedade pernambucana.
Um dos reflexos foi a abertura de um precedente para as próximas organizações e movimentos que pediam pela instalação de um Governo Constitucional. Parte de seus participantes foram mandados presos para outras províncias, como a Bahia, e outros foram mantidos em cárcere na própria província de Pernambuco. Porém, algum tempo depois, puderam responder em liberdade e participar novamente de organizações à favor de uma constituição.
Outro reflexo importante, foi a criação de uma comunidade de pessoas negras e pardas, fugidas ou libertas, com posse de armas nos territórios do interior de Pernambuco. Durante a Revolução, senhores de engenho e proprietários de terra armaram diversos escravizados e negros libertos para a defesa de suas posses e de seus interesses. Depois do final do conflito, muitos destes escravizados aproveitaram a oportunidade para fugir e se instalar em quilombos e comunidades no interior da província. Assim, dando origem a um quilombo importante até os dias de hoje, o Quilombo do Catucá.
Além disso, a Coroa envia Luís do Rego Barreto, acompanhado de tropas como o Batalhão de Algarves, para combater os revoltosos e assumir o governo da capitania. Apesar de combater os revoltosos e se articular muito bem com as elites pernambucanas, seu governo enfrenta um forte grupo de oposição, principalmente após as notiícias da realização da Revolução Liberal do Porto, em 1820.

### Reflexos da Revolução Liberal do Porto
A Revolução Liberal do Porto foi um movimento liberal e constitucionalista ocorrido em Lisboa, no ano de 1820. Inspirada na Revolução que ocorreu na Espanha, exigia a volta de D. João VI à Portugal,  o estabelecimento de uma Monarquia Constitucional e a volta da exclusividade comercial do Brasil com Portugal.
Para enfraquecer o rei D. João VI, que se encontrava instalado no Rio de Janeiro, as cortes portuguesas expediram decretos demitindo governos de províncias e autorizando as Câmaras do Reino Unido de cada província a elegerem juntas governativas para substituir os governos locais.
A Revolução Liberal do Porto ocorreu em agosto de 1820, já em outubro do mesmo ano as notícias do estabelecimento de uma monarquia constitucional e dos decretos expedidos pela corte chegaram a Pernambuco. Assim, dando o impulso necessário para as organizações que futuramente estabeleceram a Junta de Goiana.

## A formação da Junta de Goiana
As ideias constitucionalistas herdadas da Revolução de 1817 e as notícias da realização de mudanças similares em outros lugares fazem com que as movimentações de oposição ao Rei e ao governador da província de Pernambuco se intensifiquem. 
Mesmo com a pressão vinda de Portugal e destes grupos opositores, Luís do Rego utilizou-se da ajuda das elites locais que o apoiam para se manter no poder. Para isso demonstra certo apoio às ideias constitucionalistas em seu discurso, porém sem modificar as estruturas administrativas da província. Desta forma, ele não perderia seu cargo e estas elites não perderiam seu poder econômico e influência, pois dependiam muito dos modos administrativos do Antigo Regime para isso.
Além de incorporar em seu discurso apoio aos movimentos constitucionais reconhecidos, Rego iniciou uma forte onda de repressão contra os movimentos de oposição. Esta repressão tem início após a denúncia de conspiração dentro dos quartéis com a intenção de assassiná-lo. Toda esta repressão gera diversos conflitos e tensiona cada vez mais os interesses diversos entre os habitantes pernambucanos. Alguns destes conflitos e repressões foram:
- O Levante da Serra do Rodeador: este levante foi formado principalmente por classes populares, negros, pardos e trabalhadores rurais da Serra do Rodeador e foi fortemente reprimido. Os depoimentos da época apontam que houveram mais de cinquenta assassinatos durante a contenção do levante;
- 2º Prisão de Bernardo José da Gama: esta prisão arbitrária foi motivada pela interceptação da Carta escrita por Gama, onde ele apontava as arbitraridades do governo de Rego e, por isso, foi acusado de maquinar contra a vida e a reputação do governador.

Estes eventos e a forte repressão aplicada pelo governo da província provocou cada vez mais a movimentação de diferentes grupos opositores. Por exemplo, dois ouvidores da comarca de Recife que foram acusados de advogar a favor dos perturbadores da ordem e do sossego e de incentivarem as milícias à desobediência. 

### Atentado contra Luís do Rego Barreto
Em 21 de julho de 1821, a caminho de sua residência, o então governador Luís do Rego Barreto é atingido por disparos na ponte de Bela Vista com a intenção de assassiná-lo. Logo foi socorrido pela população próxima e necessitou de 15 dias até demonstrar certa melhora. Segundo relatos, o autor dos disparos teria se jogado no rio Capibaribe e, três dias depois, seu corpo foi exposto em praça pública e reconhecido como possível ex-integrante da Revolução de 1817.

### O afastamento de Rego e administração de José Joaquim Simões
Com a pressão vinda das Cortes Portuguesas para a formação das juntas governativas e o recente atentado à vida do governador, Luís do Rego é afastado e a administração política da província de Pernambuco é temporáriamente transmitida à José Joaquim Simões, integrante do Batalhão de Algarves. Este mesmo batalhão era formado por portugueses e veio para a província junto com Rego para combater os revoltosos em 1817.
Sua administração é extremamente repressiva, prendendo rapidamente mais de 200 pessoas sob a acusação de envolvimento no atentado. Com os cárceres lotados, forma um Comitê de Segurança Pública para o julgamento destes presos e envia diversos suspeitos para Portugal.

### Instalação da Junta na Vila de Goiana
Esgotados os artificios de consiliação com os grupos opositores, senhores de engenho da zona norte da mata, militares, plantadores, e-integrantes da Revolução de 1817, negros fugidos e libertos da zona norte da mata e pareclas da população menos privilegiadas pelo governo de Rego se organizam e intalam uma Junta governativa em Goiana e atuam como um governo paralelo.  partir do dia 29 de agosto de 1821. 
Esta ação não buscava só a reestruturação da dinâmica de governo da província de Pernambuco a partir da deposição de Rego, mas também a retirada de seus aliados dos postos de poder e privilégio que ocupavam.
Como resposta, Rego retoma o poder e estabelece uma Junta Governativa em Recife. A partir deste momento, Rego passa a enviar cartas ao rei pedindo o reconhecimento da Junta de Recife como o governo oficial, decreta que as câmaras e magistrados só poderiam se comunicar com Goiana com a supervisão da Junta de Recife, faz proclamações "aconselhando" o povo a prestar a devida obediência ao governo da capital, se intiula como governo estabelecido pelo povo, acusa a Junta de Goiana de manter preso oficiais europeus e juízes e alegavam que o governo de Recife era o mais legalmente eleito dentre todas as províncias brasileiras. Em vista de todas estas alegações, o governo de Rego também requisitava de Portugal o envio de mais um corpo de tropas à Pernambuco, alegando serem para instituir a paz.

## Desfecho
Conforme o tempo avançava, as relações entre as Juntas só pioravam. A Junta Governativa de Goiana era tratada como um levante de rebeldes e perturbadores da paz. Esse momento de tensão ocasionou significativos conflitos armados entre aliados das Juntas entre os dias 21 de setembro e 01 de outubro. Em relatos da época, as lojas se fecharam, as populações ficaram apreensivas e se alojaram nas casas de comerciantes ingleses. 
Após esta série de conflitos, a Junta de Goiana envia uma carta à Recife pedindo a retirada de Rego para a amenização dos conflitos, porém não tem nenhum efeito. Após 5 dias, para evitar maiores conflitos, ambas as Juntas enviam seus representantes à Beberibe para a Convenção de Beberibe. Nela, decide-se que o território de Recife ficará sobre a administração de Rego e o resto da província ficará sobre a administração da Junta. 
Ambos enviam os representante à Portugal para legitimar seus governos. Mesmo com os tratados da Convenção, elites apoiadoras de Rego da zona sul da mata seguem resistindo e se articulando para desfazer os tratados. Porém, as ordens que vem de Portugal são a realização de uma nova eleição para uma única Junta e a destituição de Luís do Rego de seu cargo como governador da província.
Assim, quando as notícias retornam ao Brasil, Rego é automaticamente destituído e enviado de volta a Portugal no dia 26 de outubro, enquanto os encaminhamentos para a formação da Junta Oficial são concluídos. O comerciante e ex-revolucionário de 1817 Gervásio Pires Ferreira é eleito como presidente da Junta, acompanhado de outros membros das elites locais.